# Bronwen Thomas
Bronwen Anne Thomas (ur. 17 marca 1969 w Richmond) – kanadyjska narciarka specjalistka narciarstwa dowolnego. Jej największym sukcesem jest brązowy medal w jeździe po muldach wywalczony podczas mistrzostw świata w Altenmarkt. Jej najlepszym wynikiem olimpijskim jest 9. miejsce w jeździe po muldach na igrzyskach olimpijskich w Lillehammer. Najlepsze wyniki w Pucharze Świata osiągnęła w sezonie 1993/1994, kiedy to zajęła 23. miejsce w klasyfikacji generalnej, a w klasyfikacji jazdy po muldach była dziewiąta.
W 1997 r. zakończyła karierę.

## Osiągnięcia

### Igrzyska olimpijskie
| Miejsce | Dzień     | Rok  | Miejscowość | Konkurencja      | Zwycięzca            |
| ------- | --------- | ---- | ----------- | ---------------- | -------------------- |
| 16.     | 13 lutego | 1992 | Albertville | Jazda po muldach | Donna Weinbrecht     |
| 9.      | 12 lutego | 1994 | Lillehammer | Jazda po muldach | Stine Lise Hattestad |

### Mistrzostwa świata
| Miejsce | Dzień     | Rok  | Miejscowość | Konkurencja      | Zwycięzca            |
| ------- | --------- | ---- | ----------- | ---------------- | -------------------- |
| 28.     | 12 lutego | 1991 | Lake Placid | Jazda po muldach | Donna Weinbrecht     |
| 3.      | 13 marca  | 1993 | Altenmarkt  | Jazda po muldach | Stine Lise Hattestad |
| 9.      | 18 lutego | 1995 | La Clusaz   | Jazda po muldach | Candice Gilg         |

### Puchar Świata

#### Miejsca w klasyfikacji generalnej
- sezon 1989/1990: 47.
- sezon 1990/1991: 37.
- sezon 1991/1992: 38.
- sezon 1992/1993: 25.
- sezon 1993/1994: 23.
- sezon 1994/1995: 33.
- sezon 1996/1997: 62.

#### Miejsca na podium
Thomas nigdy nie stawała na podium zawodów Pucharu Świata.